# Plazoleta de la Almudena
La Plazoleta de la Almudena es una plaza pública ubicada en el distrito de Santiago, al sudoeste del centro histórico de Cusco, Perú. Se destaca porque en ella se encuentra la entrada al Cementerio General de La Almudena así como el local del antiguo hospital de los Bethlemitas, hoy oficina de la Sociedad de Beneficencia Pública del Cusco, y el Templo de la Almudena. En la actualidad se encuentra ahí también la Casa de Acogida para mujeres víctimas de la trata de personas y el Hospital de Salud Mental Juan Pablo II, ambos administrados por la Sociedad de Beneficencia Pública del Cusco. 
Este espacio se ubica a un kilómetro y medio del centro histórico del Cusco y en el siglo XVII fue una zona denominada "La Chimba" sirviendo como lugar de parada de los arrieros. A fines de ese siglo se construyeron en dicho paraje el templo y el hospital que fueron entregados a la Orden de los Hermanos Betlemitas. La construcción del Cementerio General de La Almudena, en 1845, transformó el uso de la plaza, que pasó a ser un espacio ceremonial de las comitivas fúnebres. Históricamente también se aprecia que esta plazoleta se constituye en la cabecera sudoeste del Eje procesional que, a través de las calles Almudena, el Puente Almudena, Hospital, San Pedro, Santa Clara, Marqués, Mantas, Triunfo, Hatunrumiyoc y la Cuesta de San Blas unen la Plazoleta de San Blas con ésta y constituyen el principal eje transversal de la ciudad del Cusco a la par que se corresponde con los caminos incas que, partiendo del Huacaypata, comunicaban el Antisuyo al noreste y el Contisuyo al sureste.
Desde 1972 la plazoleta forma parte de la Zona Monumental del Cusco declarada como Monumento Histórico del Perú. Asimismo, en 1983 al ser parte del casco histórico de la ciudad del Cusco, forma parte de la zona central declarada por la UNESCO como Patrimonio Cultural de la Humanidad. y en el 2014, al formar parte de la red vial del Tawantinsuyo volvió a ser declarada como patrimonio de la humanidad.
Todos los años, en el mes de septiembre, se celebra en esta plaza las fiestas en honor a la Virgen de la Natividad que es una réplica de la virgen de la Almudena de Madrid realizada por el artista indígena Juan Tomás Tuyro Túpac por encargo del obispo Manuel de Mollinedo y Angulo en 1699 y que se venera en el Templo de la Almudena ubicado en esta plazoleta.

### Libros y publicaciones
- Kubler, George (1953). «Cuzco Reconstrucción de la ciudad y restauración de sus monumentos Informe de la misión enviada por la Unesco en 1951». UNESCO. Consultado el 26 de agosto de 2019.
- Quispe Gonzáles, Evaristo (2015). «Regeneración Urbana, Turismo y Barrios del Centro Histórico del Cusco, Patrimonio Cultural de la Humanidad. Análisis Comparativo 1983-2005». devenir 2 (4): 45-72. Archivado desde el original el 10 de octubre de 2019. Consultado el 3 de octubre de 2019.

- Datos: Q69526519
- Multimedia: Plazoleta de la Almudena / Q69526519